# Паксвілл (Південна Кароліна)
Паксвілл (англ. Paxville) — місто (англ. town) в США, в окрузі Клерендон штату Південна Кароліна. Населення — 232 особи (2020).

## Географія
Паксвілл розташований за координатами 33°44′20″ пн. ш. 80°21′31″ зх. д. / 33.73889° пн. ш. 80.35861° зх. д. (33.739027, -80.358565).  За даними Бюро перепису населення США в 2010 році місто мало площу 2,72 км², уся площа — суходіл.

## Демографія
Згідно з переписом 2010 року, у місті мешкало 185 осіб у 69 домогосподарствах у складі 52 родин. Густота населення становила 68 осіб/км².  Було 85 помешкань (31/км²).
Расовий склад населення:
| - 54,1 % — білих - 45,9 % — чорних або афроамериканців |

До двох чи більше рас належало 0,0 %. Частка іспаномовних становила 1,6 % від усіх жителів.
За віковим діапазоном населення розподілялося таким чином: 19,5 % — особи молодші 18 років, 62,1 % — особи у віці 18—64 років, 18,4 % — особи у віці 65 років та старші. Медіана віку мешканця становила 44,8 року. На 100 осіб жіночої статі у місті припадало 88,8 чоловіків;  на 100 жінок у віці від 18 років та старших — 93,5 чоловіків також старших 18 років.
Середній дохід на одне домашнє господарство  становив 39 903 долари США (медіана — 37 500), а середній дохід на одну сім'ю — 45 120 доларів (медіана — 43 594). За межею бідності перебувало 27,9 % осіб, у тому числі 41,5 % дітей у віці до 18 років та 12,5 % осіб у віці 65 років та старших.
Цивільне працевлаштоване населення становило 81 особа. Основні галузі зайнятості: виробництво — 21,0 %, мистецтво, розваги та відпочинок — 21,0 %, роздрібна торгівля — 14,8 %, освіта, охорона здоров'я та соціальна допомога — 9,9 %.